# Cool Me Down
Cool Me Down è un singolo della cantante polacca Margaret, pubblicato in Polonia il 19 febbraio 2016 su etichette discografiche Magic Records ed Extensive Music e successivamente in Russia e nel resto del mondo.

## Composizione
Il brano è stato scritto da Robert Uhlmann, Arash, Alex Papaconstantinou, Anderz Wrethov, Viktor Svensson e Linnea Deb e prodotto da Alex Papaconstantinou e Viktor Svensson con l'aiuto di Arash, Robert Uhlmann e Anderz Wrethov.

## Video musicale
Con Cool Me Down Margaret ha partecipato a Krajowe Eliminacje, processo di selezione polacco per l'Eurovision Song Contest 2016, diventando presto la favorita non solo a rappresentare la Polonia, ma a vincere l'intera competizione europea. Tuttavia, il 5 marzo 2016, giorno del Krajowe Eliminacje, Margaret è risultata la seconda più televotata con il 24,72% dei voti, contro i 35,89% per Color of Your Life di Michał Szpak. Tra le iniziative prese dai fan di Margaret vi è stata una petizione su change.org diretta a Telewizja Polska per sostituire Szpak con Margaret all'Eurovision. La petizione ha ottenuto più di 3.000 firme, ma non è riuscita a produrre effetti concreti.
Il giorno della pubblicazione di Cool Me Down è stato postato sul canale VEVO di Margaret un lyric video in stile anime, creato da Bogna Kowalczyk. In seguito alla pubblicazione del singolo a livello mondiale, Margaret ha confermato sul suo Instagram un video ufficiale. Cool Me Down ha raggiunto il quarto posto in classifica in Polonia ed è entrata in classifica anche in Russia e in Svezia.

## Tracce
Download digitale
1. Cool Me Down – 2:59

Download digitale (EP remix)
1. Cool Me Down – 2:59
2. Cool Me Down (Extended) – 4:32
3. Cool Me Down (Mike Candys Remix) – 4:44
4. Cool Me Down (Antrox Remix) – 4:21
5. Cool Me Down (Decaville Remix) – 4:06
6. Cool Me Down (Instrumental) – 3:02

## Classifiche
| Classifica (2016) | Posizione massima |
| ----------------- | ----------------- |
| Polonia           | 4                 |
| Russia            | 180               |
| Svezia            | 36                |

## Date di pubblicazione
| Regione | Data             | Formato           | Etichetta                      |
| ------- | ---------------- | ----------------- | ------------------------------ |
| Polonia | 19 febbraio 2016 | Download digitale | Magic Records, Extensive Music |
| Russia  | 11 marzo 2016    | Download digitale | Broma16                        |
| Mondo   | 22 aprile 2016   | Download digitale | Warner Music                   |